# بيدرو أورالدي
بيدرو أورالدي (بالإسبانية: Pedro Uralde) (مواليد 3 فبراير 1958) هو لاعب كرة قدم. يلعب مع منتخب إسبانيا لكرة القدم. سبق له أن لعب في كأس العالم لكرة القدم مع منتخب بلاده.

## روابط خارجية
- بيدرو أورالدي على موقع الاتحاد الدولي (مؤرشف)  (الإنجليزية)
- بيدرو أورالدي على موقع قاعدة بيانات كرة القدم.إي يو (الإنجليزية)
- بيدرو أورالدي على موقع ناشيونال فوتبول تيمز (الإنجليزية)